# Pentamidine
La pentamidine est un médicament antiparasitaire de la famille des trypanicides.

## Historique
La pentamidine a été utilisée dans le traitement des trypanosomiases dès 1935 puis dans le traitement des leishmanioses à partir de 1940.
Le produit a été découvert par les laboratoires de Rhône-Poulenc, synthétisé en 1938 en Angleterre, puis enregistré en 1950 sous forme de mésylate de pentamidine. Son activité contre le trypanosome a été vite reconnue.
En 1942 a lieu le premier essai à titre préventif sur le parasite. Les résultats prometteurs d'une seule injection conduisent à l'utiliser à grande échelle en Afrique au cours d'une campagne de chimioprophylaxie de masse dite « de lomidinisation » (de  Lomidine, nom commercial de la pentamidine en France), de la fin de la Seconde Guerre mondiale à celle des années 1960 (12 à 13 millions d'injections préventives sont réalisées entre 1945 et 1960), permettant une régression importante de la maladie, au prix toutefois d'accidents et de morts  (hypoglycémie brutale, syncope, des accidents cardiaques, voire gangrène gazeuse survenue notamment en novembre 1954 dans la région camerounaise de Yokadouma) et notamment à Gribi. Le mécanisme de cette efficacité « préventive » a été remis en cause par la suite, le médicament agissant probablement sur des formes non détectées de la maladie sur des porteurs sains, diminuant ainsi sensiblement le réservoir parasitaire.
Son action sur le champignon parasite Pneumocystis carinii, responsable de la pneumocystose, a été mise en évidence en 1987.
Le médicament a été réévalué et commercialisé sous forme d'isothionate en 1984, dans le cadre de la législation américaine sur les médicaments orphelins (US Orphan Drug Act, 1983).

## Propriétés de la molécule
- Activité antiparasitaire, antiprotozoaire : actif contre Trypanosoma gambiense, Trypanosoma rhodiense, Pneumocystis carinii, Blastomyces dermatidis, les leishmanies (Leishmania donovani, Leishmania tropica)
- Activités secondaires : antifongique et antinéoplasique.

Son mécanisme d'action est mal connu, probablement lié à une inhibition de la biosynthèse de macromolécules.

## Utilisation en médecine
Traitement des :
- Trypanosomiase africaine (ou maladie du sommeil)
- Leishmaniose (cutanées et viscérales)
- Pneumocystose (en seconde intention)

## Contre-indications
- Grossesse
- Allaitement
- Allergie connue au produit
- Tuberculose active (forme aérosol)

## Divers
La pentamidine fait partie de la liste des médicaments essentiels de l'Organisation mondiale de la santé (liste mise à jour en avril 2013).